# Барбіон
Барбіон (Pogoniulus) — рід дятлоподібних птахів родини лібійних (Lybiidae). Містить 10 видів.

## Поширення
Рід поширений в тропічній Африці. Барбіони мешкають у різноманітних лісах і лісистих саванах.

## Опис
Одні з найменших представників роду. Довжина тіла 9–13 см; крила завдовжки 5 см; хвіст рідко довший за 3 см; вага тіла 6–21,5 г. Барбіони мають довгий, товстий дзьоб завдовжки 2,5-4 см.

## Спосіб життя
Барбіони живляться фруктами і комахами. Деякі комахи ловляться у польоті. Гнізда облаштовують у дуплах.

## Види
- Барбіон плямистий (Pogoniulus scolopaceus)
- Барбіон жовтоголовий (Pogoniulus coryphaea)
- Барбіон гірський (Pogoniulus leucomystax)
- Барбіон оливковий (Pogoniulus simplex)
- Барбіон червоногузий (Pogoniulus atroflavus)
- Барбіон жовтогорлий (Pogoniulus subsulphureus)
- Барбіон золотогузий (Pogoniulus bilineatus)
- Барбіон замбійський (Pogoniulus makawai)
- Барбіон жовтолобий (Pogoniulus chrysoconus)
- Барбіон червонолобий (Pogoniulus pusillus)